# ماموث إفريقي

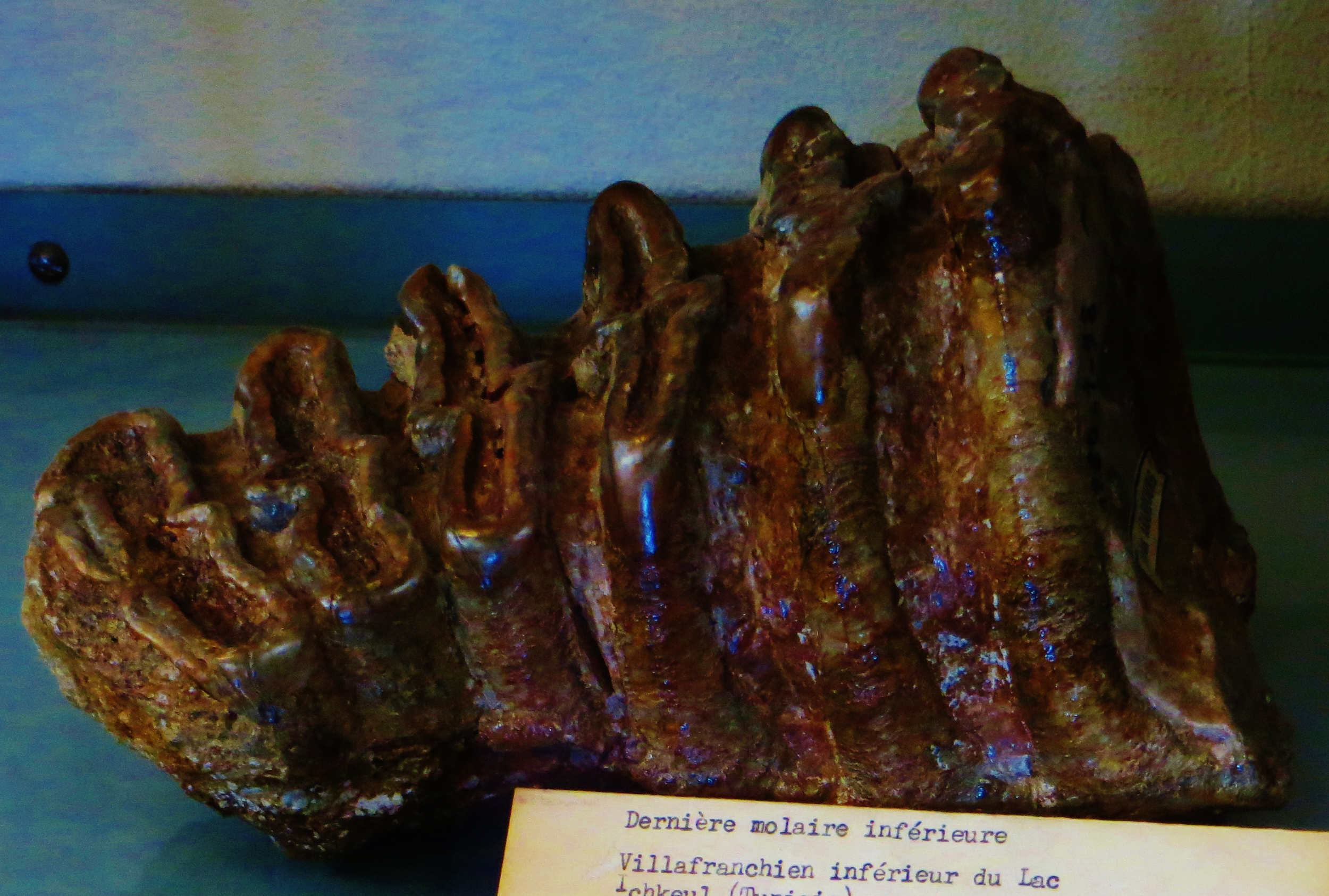
مولار من تونس

الماموث الأفريقي (بالإنجليزية: Mammuthus africanavus)‏ (حرفياً: «الماموث السلف الأفريقي»)، هو ثاني أقدم أنواع الماموث، حيث ظهر لأول مرة منذ حوالي 3 ملايين سنة خلال العصر البليوسيني المتأخر، مع ظهور أخير منذ حوالي 1.65 مليون سنة في العصر البليستوسيني المبكر. تم العثور على حفرياتها في تشاد و‌ليبيا و‌المغرب و‌تونس. كانت صغيرة نسبياً، ويُنظر إليها على أنها السلف المباشر للماموث الجنوبي على الرغم من أن أنيابها انحرفت على نطاق واسع عن جمجمتها عن الأنواع الأحدث من الماموث، مما قد يشير إلى أنها كانت طريق مسدود تطوري.